# Abate Faria
El abate Faria (abbé Faria en el original) es un personaje de la novela El conde de Montecristo, de Alejandro Dumas y Auguste Maquet, inspirado en el monje y estudioso del hipnotismo indoportugués José Custódio de Faria.

## En la novela
El abate Faria es un sacerdote italiano que había sido recluido en el Castillo de If en 1811 por un crimen político; allí se topa con el protagonista, Edmundo Dantés, al cavar bajo el muro que separa sus celdas, y se hacen amigos. Aunque los guardianes le toman por loco, Faria es un hombre inteligente, con conocimientos profundos de química, filosofía, leyes, matemáticas, astronomía, política e idiomas (habla alemán, español, francés, inglés, griego e italiano), y transmite a Edmundo sus conocimientos, así como un mapa que revela la ubicación de un tesoro importante que estuvo oculto durante siglos, y que le permitirá financiar su venganza. Poco después, el abate muere de un accidente cerebrovascular fulminante.

## En el cine y en la televisión
En las películas y series basadas en la novela, ha sido interpretado por:
| Actor                 | Año  | Obra                                                                 |
| --------------------- | ---- | -------------------------------------------------------------------- |
| Bernhard Goetzke      | 1929 | Película de Henri Fescourt                                           |
| Ermete Zacconi        | 1943 | Película de Robert Vernay                                            |
| Francisco López Silva | 1953 | Película argentina de León Klimovsky                                 |
| Gualtiero Tumiati     | 1954 | Película de Robert Vernay                                            |
| Henri Guisol          | 1961 | Película de Claude Autant-Lara                                       |
| Pierre Brasseur       | 1968 | Película de André Hunebelle                                          |
| Georges Moustaki      | 1998 | Miniserie francesa                                                   |
| Richard Harris        | 2002 | Película angloestadounidense de Kevin Reynolds                       |
| Pierfrancesco Favino  | 2024 | Película francesa de Matthieu Delaporte y Alexandre de La Patellière |